# Palazzo Rinaldi (Treviso)
Palazzo Rinaldi è un edificio del centro storico di Treviso, seconda sede municipale per importanza.

## Storia
Il palazzo Rinaldi è un'antica dimora del '400 che si affaccia sul canale dei Buranelli, a due passi da Piazza dei Signori.
È la seconda sede municipale per importanza dopo Ca' Sugana e all'interno vi si organizzano conferenze di diverso carattere, matrimoni, mostre ed eventi.

## Descrizione

### Esterno
Il giardino si affaccia sul canale dei Buranelli e nel 2019 è stato intitolato ai Diritti dei Bambini. Il giardino del palazzo viene condiviso con la Biblioteca dei Ragazzi Enzo Demattè (BRaT) che da pochi anni ha spostato la sua sede al primo piano del palazzo Rinaldi.
Per quanto riguarda piazza Rinaldi, ovvero la piazza che si pone davanti al palazzo, diversi anni fa ospitava un parcheggio pubblico. Dal 2019 l'esterno è stato modificato e vi si è creato uno spazio esterno senza parcheggi e con un'area totale più vasta. Lo spazio esterno è utilizzato per eventi culturali e concerti.

### Interno
All'interno del palazzo vi sono pavimenti detti "Terrazzi alla veneziana", soffitti alla “sansovina”, ed infine gli affreschi, il più famoso dei quali rappresenta la “Caduta di Fetonte” realizzato dall’artista bolognese Pier Antonio Torri, nella seconda metà del seicento.
All'interno del palazzo è degna di nota la sala degli affreschi e la stanza verde, due sale affrescate che fungono da sale di rappresentanza, premiazioni, incontri con delegazioni ospiti o per conferenze ed incontri di particolare rilievo.

## Nella cultura popolare
Il palazzo è apparso nel film Mamma o papà?, film del 2017 diretto da Riccardo Milani.